# Medienpreis Nachwachsende Rohstoffe
Der Medienpreis Nachwachsende Rohstoffe ist ein Medienpreis, der für herausragende journalistische Leistungen im Themengebiet Nachwachsende Rohstoffe vergeben wird. Die Auszeichnung wurde im Jahr 2008 von der Stiftung Nachwachsende Rohstoffe ins Leben gerufen. Seit 2010 wird der mit 2500 Euro dotierte Preis im zweijährlichen Turnus verliehen und vom Straubinger Tagblatt gestiftet.
Der Medienpreis Nachwachsende Rohstoffe wird an Journalisten, Filmemacher, Redakteure, Autoren und Verleger der Bereiche Printmedien (Zeitungen, Zeitschriften, Bücher usw.), Hörfunk, Fernsehen, Film und Neue Medien vergeben, die in herausragender Weise die Thematik der Nachwachsenden Rohstoffe darstellen. Der Preis kann auch auf mehrere Bewerber verteilt werden.

## Preisträger
- 2008: Bayerisches Landwirtschaftliches Wochenblatt
- 2009: Hermann Balle, Herausgeber und Verleger des Straubinger Tagblatts
- 2011: Silvia Liebrich, Wirtschaftsredakteurin der Süddeutschen Zeitung
- 2013: Johann Wörle, Redakteur der Agrarenergie-Zeitschrift „joule“ und Chefredakteur des Nachrichtenportals „agrarheute.com“